# ハインリヒ・ヨーゼフ・ベールマン
ハインリヒ・ヨーゼフ・ベールマン（Heinrich Joseph Baermann または Bärmann とも、1784年2月14日 ミュンヘン - 1847年6月11日）は、ドイツのクラリネット奏者、作曲家。19世紀前半を代表するクラリネットのヴィルトゥオーゾの一人で、その流麗で美しい演奏により、カール・マリア・フォン・ウェーバーやフェリックス・メンデルスゾーンらに霊感を与え、両者の協奏曲や室内楽に影響を及ぼした。息子カール・ベールマン(Carl Baermann、1810年10月24日－1885年5月24日)もクラリネット奏者、バセットホルン奏者、作曲家として活躍した。
青年期にポツダムの軍事学校でクラリネットをヨーゼフ・ベーア（1744年 - 1811年）に師事した。その実力がベルリンのルイ・フェルディナント王子の宮廷に注目され、1804年に同地の宮廷楽団においてフランツ・タウシュ（1762年 - 1817年）の薫陶を受けた。王子薨去後は1807年よりミュンヘンの宮廷楽団に採用され、没するまでその地位にあった。宮廷楽団の職の一方でソリストとしての活動を行い、コペンハーゲン、フィレンツェ、ウィーン、サンクトペテルブルクなどヨーロッパ各地に演奏旅行を行って好評を博した。
その頃クラリネットは、ベールマンの名声が高まるのと並行して、キーの構造やアンブシュールが一連の発達を遂げている最中であり、それによって機敏で柔軟な演奏が可能になっていた。当時は、それまでの演奏習慣とは逆に、今日と同様に下唇の上に簧を乗せて吹くのが習慣化した時期であった。ベールマンはこの新しい演奏様式の擁護者であり、非常に広いダイナミックレンジや、いかなる音域においても安定した発音の、ニュアンス豊かな音色を持っていた。またベールマンはグリースリング・ウント・シュロット（Griesling & Schlott）が製造した近代的な楽器を所有したことにより、伝統的な5鍵クラリネットよりもずっと容易に半音階的なパッセージを吹くことが出来るようになっていた。。
ベールマンのために数多くの作品が作曲されているように、ベールマンがロマン派のクラリネット音楽に影響を与えたことは明らかである。フランツ・ダンツィやペーター・フォン・リントパイントナーといった比較的無名の作曲家からだけでなく、マイヤベーアやウェーバー、メンデルスゾーンといった大家からも作品を贈られた。メンデルスゾーンの（ベールマンと息子カールが共演できるようにとの意図で作曲された）2つの《コンツェルトシュテュック》作品113および114や、マイヤベーアの《クラリネット五重奏曲》のような例があるが、とりわけウェーバーはベールマンの演奏様式に刺戟されて一連のクラリネット作品を手懸けており、《クラリネット五重奏曲》作品34や《コンチェルティーノ》作品26、2つのクラリネット協奏曲（作品73および作品74）といった比較的有名な作品のほか、《協奏的大二重奏曲》作品48や《「シルヴァーナ」の主題による変奏曲》作品33なども残している。
モーツァルトと親交が深かったアントン・シュタードラーと比較されることが多いが、音楽学者の柴田南雄は上述のように時代が下って楽器の性能が飛躍的に発達した時期に活動したベールマンの方が圧倒的に有利であったと指摘している。
同時代のヴィルトゥオーゾの例に漏れず、ベールマンもまた得意とする楽器のために作曲を手懸けており、《クラリネット五重奏曲 変ホ長調》作品23の第2楽章は、かつてはリヒャルト・ワーグナー作品と誤認され、「ワーグナーのアダージョ」と呼ばれていた。《コンチェルティーノ ハ短調》や《コンツェルトシュテュック ト短調》、《クラリネット協奏曲 変ホ長調》、《クラリネット五重奏曲》は、ディーター・クレッカーやコンソルティウム・クラシクムによって録音されている。

## 脚註
1. ↑   His playing is described in primary sources by the Trio de Clarone in the Preface to Mendelssohn's Concert Piece for Clarinet, Basset Horn and Piano No. 1, published by Breitkopf and Härtel, Germany, 1993
2. ↑  Taken from the section by Pamela Weston in Colin Lawson's Cambridge Companion to the Clarinet, pp. 94-95, Cambridge University Press, Cambridge, 1995.